# ديفيد غروندي
ديفيد غروندي (بالإنجليزية: David Grundy)‏ هو لاعب هوكي الحقل نيوزيلندي، ولد في 24 ديسمبر 1963.

## وصلات خارجية
- ديفيد غروندي على موقع أوليمبيديا (الإنجليزية)